# Pseudostriga
Pseudostriga es un género con una especies de plantas de flores perteneciente a la familia Scrophulariaceae. 

## Especies seleccionadas
- Pseudostriga cambodiana

- Datos: Q9064012